# Вязович, Сергей Николаевич
Серге́й Никола́евич Вязо́вич  (род. 29 апреля 1979 года) — белорусский автогонщик, выступающий в ралли-рейдах и классическом ралли. Руководитель спортивной команды «МАЗ-СПОРТавто» с 2016 года. Серебряный призёр ралли-рейда «Дакар 2018» и бронзовый призёр «Дакар 2020» в классе грузовиков. Победитель ралли-рейда «Шёлковый путь 2023», бронзовый призёр «Шёлковый путь 2013», серебряный — «Шёлковый путь 2021», бронзовый — «Шёлковый путь 2022».
Имеет три высших образования.

## Карьера
Начал раллийную карьеру в 2010 году. А в 2011-м, в свой первый год участия, стал чемпионом Республики Беларусь по классическому ралли, выступая на автомобиле Subaru Impreza.

## Результаты выступлений

### Результаты выступлений в ралли-рейде «Дакар»[2][4]
| Год  | Класс     | Грузовик   | Позиция | Выиграно этапов |
| ---- | --------- | ---------- | ------- | --------------- |
| 2013 | Грузовики | МАЗ-5309RR | 27      | -               |
| 2014 | Грузовики | МАЗ-5309RR | 11      | -               |
| 2015 | Грузовики | МАЗ-5309RR | 34      | -               |
| 2016 | Грузовики | МАЗ-5309RR | сход    | -               |
| 2017 | Грузовики | МАЗ-5309RR | 13      | -               |
| 2018 | Грузовики | МАЗ-5309RR | 2       | 1               |
| 2019 | Грузовики | МАЗ-5309RR | 6       | -               |
| 2020 | Грузовики | МАЗ-6440RR | 3       | 1               |
| 2021 | Грузовики | МАЗ-6440RR | сход    | 2               |

### Результаты выступлений в ралли-рейде «Шёлковый путь»[5]
| Год  | Класс     | Грузовик   | Позиция        |
| ---- | --------- | ---------- | -------------- |
| 2012 | Грузовики | МАЗ-5309RR | 11             |
| 2013 | Грузовики | МАЗ-5309RR | 3              |
| 2016 | Грузовики | МАЗ-5309RR | 6              |
| 2017 | Грузовики | МАЗ-5309RR | 5              |
| 2018 | Грузовики | МАЗ-5309RR | снятие с гонки |
| 2019 | Грузовики | МАЗ-6440RR | сход           |
| 2021 | Грузовики | МАЗ-6440RR | 2              |
| 2022 | Грузовики | МАЗ-6440RR | 3              |
| 2023 | Грузовики | МАЗ-6440RR | 1              |

### Результаты выступлений в ралли-рейде «Morocco Desert Challenge»
| Год  | Класс     | Грузовик   | Позиция |
| ---- | --------- | ---------- | ------- |
| 2019 | Грузовики | МАЗ-6440RR | 1       |

## Личная жизнь
Женат на Марии Алексеевне Вязович (в девичестве Гегене). Имеет двух сыновей и дочь, Анастасия Сергеевна (2008 года рождения), Кирилл Сергеевич (2010), Артём Сергеевич (2015).

## Награды
- Медаль «За трудовые заслуги» (2 февраля 2024 года) — за многолетний плодотворный труд, высокий профессионализм, мужество и отвагу, проявленные при спасении людей во время пожара, заслуги в укреплении общественного порядка и борьбе с преступностью, охране государственной границы, значительный личный вклад в военно-патриотическое воспитание подрастающего поколения, усовершенствование законодательства, налоговой и судебной систем, разработку и модернизацию военной и специальной техники, развитие калийной отрасли, деревообрабатывающего и лесохозяйственного производства, торфяной промышленности, машиностроения, сельского хозяйства, строительства, гражданской авиации, средств связи и автомобильного спорта, отличные достижения в сферах науки, охраны здоровья, образования и культуры[6].